# HD 192699
HD 192699 — звезда в созвездии Орла на расстоянии около 220 световых лет от Земли. Вокруг звезды обращается как минимум одна планета.

## Характеристики
HD 192699 — звезда 6,44 видимой звёздной величины, впервые упоминается в каталоге Генри Дрейпера. Это жёлтый субгигант, имеющий массу и радиус, равные 1,68 и 4,25 солнечных соответственно. Температура поверхности составляет около 5220 кельвинов; светимость превышает солнечную в 11 с половиной раз. Возраст звезды оценивается приблизительно в 1,8 миллиарда лет.

## Планетная система
В апреле 2007 года астрономы из Ликской обсерватории и обсерватории Кек объявили об открытии планеты HD 192699 b в системе. Это газовый гигант, превосходящий по массе Юпитер в 2 с половиной раза. Планета обращается на расстоянии 1,16 а. е. от родительской звезды, совершая полный оборот за 351 суток. Открытие было совершено методом Доплера.